# ナターリア・プーシキナ

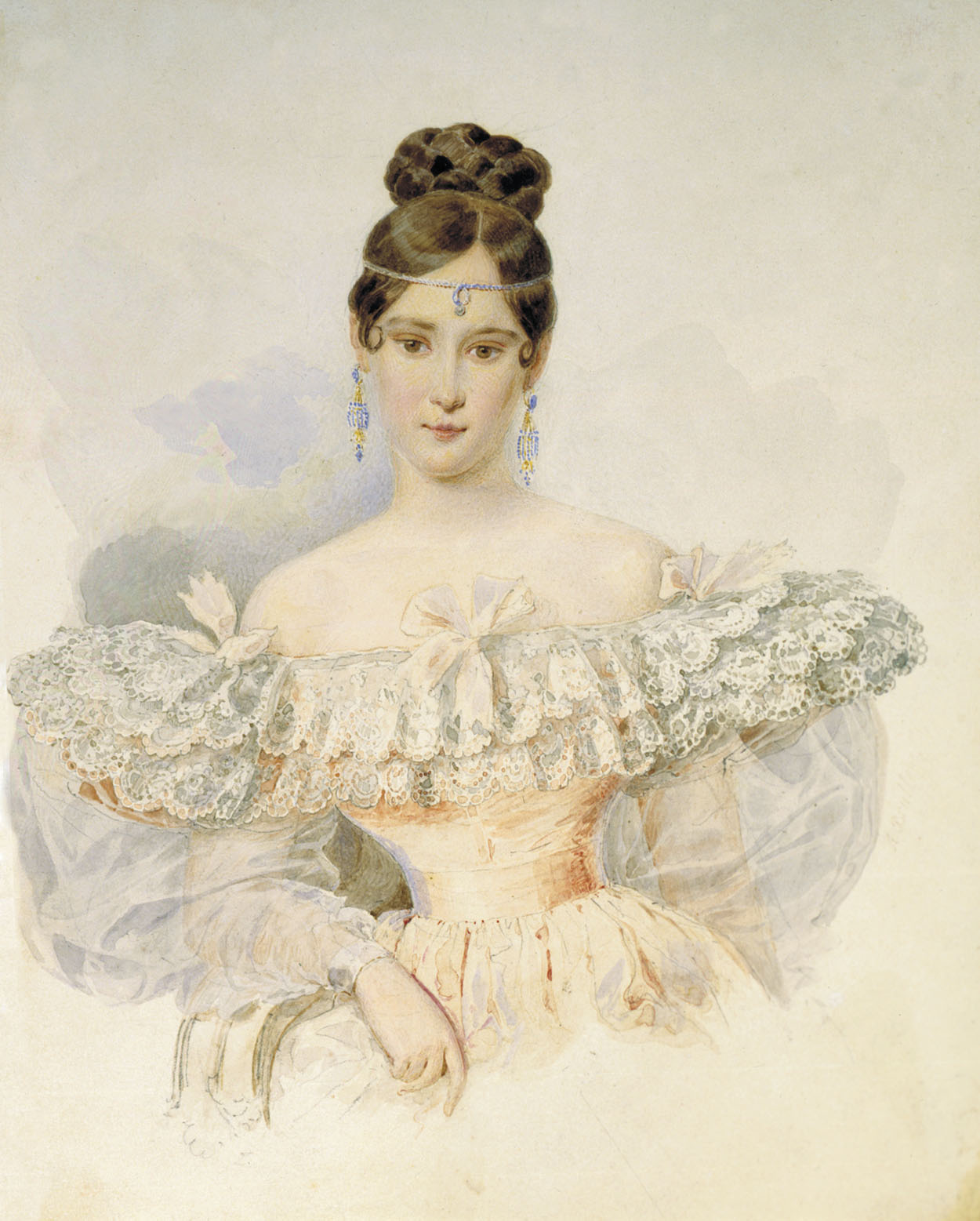
ナターリア・プーシキナ、アレクサンドル・ブリューロフ画、1831年

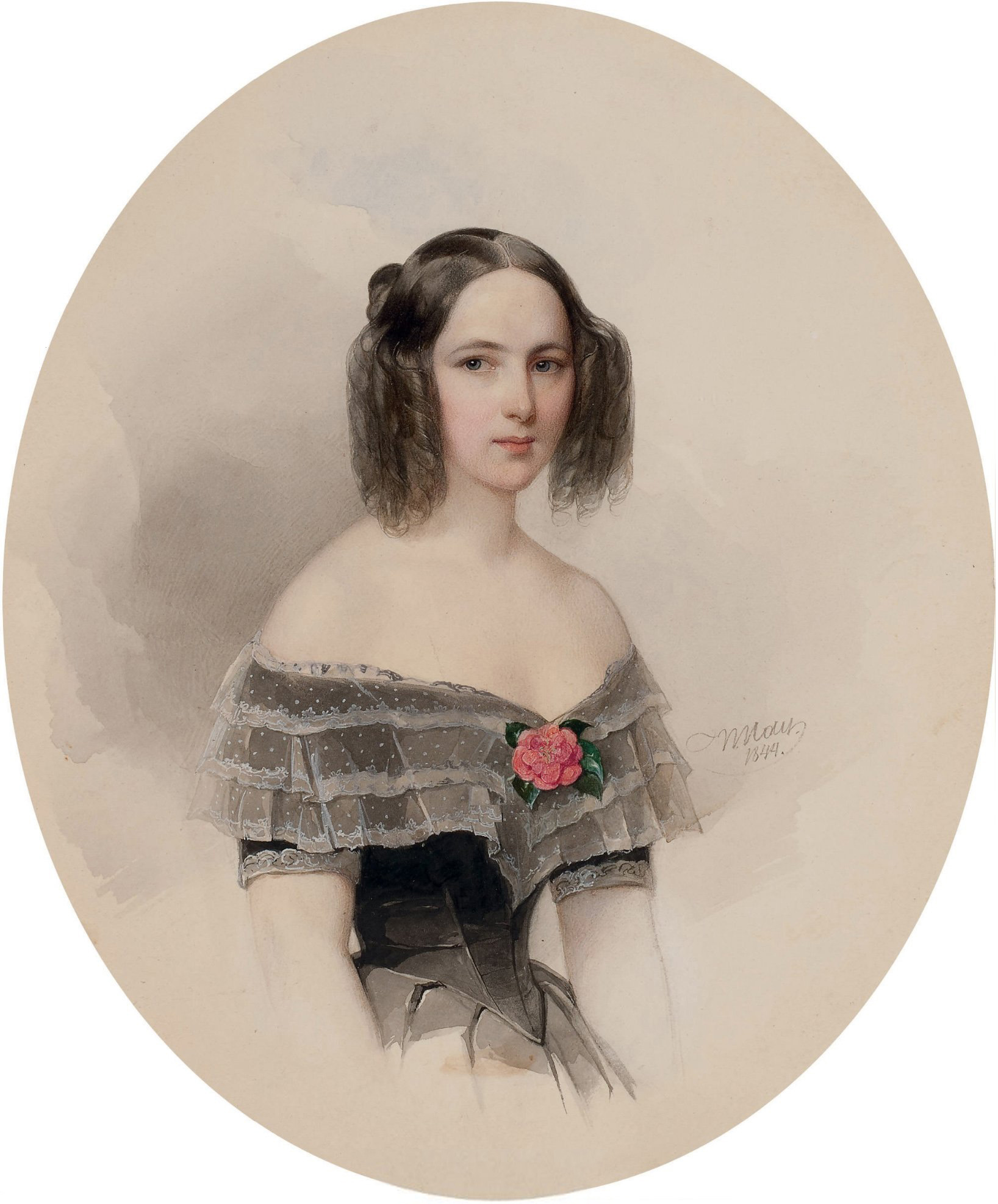
ナターリア・プーシキンナ（Woldemar Hau 画）

ナターリア・ニコラエヴナ・プーシキナ＝ランスカヤ（ロシア語: Ната́лия Никола́евна Пу́шкина-Ланска́я, Natalia Nikolaevna Pushkina-Lanskaya, 1812年 - 1863年）は、ロシアの詩人アレクサンドル・プーシキンの妻。旧姓はゴンチャロワ（Гончаро́ва / Goncharova）。

## 生涯

### 幼年時代
ナターリア・ゴンチャロワは、1812年9月8日（旧暦1812年8月28日）に、カリアン村（現在のタンボフ州）で生まれた。当時、ゴンチャロフ家はナポレオン軍に占領されたモスクワから郊外へ避難していた（祖国戦争）。ナターリアの父はカルーガ出身の製紙業者の末裔で、母ナターリア・ザグリャスカヤはモスクワ貴族の出であった。
ナターリアは16歳の時にアレクサンドル・プーシキンと出会った。当時、彼女はその美貌でモスクワ中に知られていた。彼女の目を引く容姿は、スウェーデン貴族の血を引く父方の祖母から遺伝したのだといわれていた。

### プーシキンとの結婚
多くの躊躇の後、母ナターリアは1830年4月にプーシキンからの求婚を承諾したが、彼女は政府が自由思想の詩人を迫害するつもりはないことを知る前であった。ナターリアとプーシキンは1830年5月6日に公式に婚約し、結婚式の招待状を送った。コレラの流行のために結婚式は一年延期されたが、翌1831年2月に2人は結婚した。
ナターリアは6年間の結婚生活の間に、アレクサンドル、グリゴリー、マリア（小説『アンナ・カレーニナ』のモデルとなった）、ナターリア（メレンベルク伯爵夫人。ナッサウ＝ヴァイルブルク家へ嫁ぐ）の4子をもうけた。プーシキンが首都によく行くため、家族は長く田舎に住むことになり、このような生活をしながらも2人は文通をしていた。妻に宛てたプーシキンの手紙が78通現存していて、しばしば卑猥な言葉を愉快な口調で書き残しており、これらの中に恋文と呼べるものはない。プーシキンは『マドンナ』（1830年）他数詩を妻に捧げているといわれる。彼女が夫にあてた手紙は一通しか残っておらず、それはナターリアが実母と連名で書いたものである。 
1835年、プーシキンを疎んじていた数人の武官たちによって、ナターリアはフランスから移住してきたジョルジュ・ダンテスと出会い、醜聞に巻き込まれた。ダンテスが彼女に言い寄ったためにプーシキンが彼に決闘を申し込み、（プーシキンがダンテスの養父でオランダ公使のヘッケルンへ侮辱的なる手紙を贈り、ダンテスから申し込みを受けたともされる）1837年1月27日にプーシキンは致命傷を負い、約35時間後に死亡。このときのナターリアの振る舞いの妥当性が、夫の才能や作品よりも、高価なドレスや宝石を買うために金が欲しくて夫をたきつけていたのだと議論の的となった。

### 再婚
夫の死後、ナターリアはロシア皇帝ニコライ1世と非常に親しくなった。彼女が皇帝の愛妾になったと噂されたほどだった。しかし、1843年、ナターリアは彼女の兄弟と同じ連隊に所属する士官ピョートル・ランスコイ（1799年 - 1877年）と出会い、1844年7月に、皇帝に祝福され、2人はストレルナで結婚した。ランスコイは皇帝からも目をかけられ順調な出世をし、ナターリアはランスコイとの間にエリザヴェータとソフィアを生んだ。
1863年11月26日に死去、51歳没。その遺灰はアレクサンドル・ネフスキー大修道院に納められた。